# Алваро Урибе
Алваро Урибе Велез  (шп. Álvaro Uribe Vélez; Медељин, 4. јул 1952) бивши је 39. председник Републике Колумбије. Политичку каријеру започео је у Министарству рада и у Цивилном ваздухопловству. Касније, 1982. постао је градоначелник Медељина, а после тога од 1986. до 1994. био је сенатор и на крају гувернер области Антиохија од 1995. до 1997. пре него што је изабран за председника Колумбије 2002. године. За време његовог председништва Револуционарне оружане снаге Колумбије (ФАРЦ) претрпеле су озбиљне губитке, а већина осталих револуционарних група је демобилисано.
Пре уласка у политику Урибе се бавио адвокатуром. Студирао је право на Универзитету Антиохија, а магистарске студије завршио је на Универзитету Харвард.
Урибе је контроверзна личност и сматра се да има везе са организованим криминалом у Колумбији.

## Председнички избори 2002. године
Урибе се кандидовао као независни либерални политичар. Његов изборни програм заснивао се на решавању сукоба са највећим колумбијским герилским покретом ФАРЦ. Остале битне тачке биле су, смањивање трошкова у администрацији, борба против корупције и одржавање низа референдума о битним политичким и економским темама.
До краја 2001. године већина изборних анкета показивала је да ће Урибе добити највише 2% гласова, и да ће кандидат Либералне партије Хорасио Серпа освојити већину гласова. Ипак, немоћ администрације председника Андреса Пастране да покрене мировни процес са герилцима, донела је Урибеу неопходне гласове.
Урибе је изабран за председника у првом кругу избора 26. маја 2002. године.

## Председништво 2002—2006
Истраживања су показала да је у другој години мандата, председник Урибе имао чак 70% подршке Колумбијаца. Та подршка била је резултат успешник кампања против ФАРЦ-а и ЕЛН-а.
Безбедносна политика била је приоритет администрације председника Урибеа. Борба против герилаца из ФАРЦ-а, ЕЛН-а и АУЦ-а давала је резултате.
Безбедносни програм састојао се из следећих тачака:
1. Обновити присуство полиције у свим градовима.
2. Појачати рад судства.
3. Ојачати јавне институције.
4. Смањити угрожавање људских права.
5. Разбити герилске организације.
6. Смањити број киднаповања и уцена.
7. Смањити број убистава.
8. Наставити оштру борбу против трговаца дрогом.

Према званичним државним статистикама, резултат овог програма био је смањење убистава, киднаповања и терористичких акција за више од 50% за само две године.
У спољној политици Урибе је постао савезник Сједињених Држава како у борби против тероризма, рату у Ираку, тако и у спречавању трговине дрогом.
Урибеова администрација је генерално имала добре односе како са Шпанијом тако и са осталим Латиноамеричким државама. Потписала је више споразума, између осталог и о изградњи нафтовода са Венецуелом 2004. године и о безбедности и сарадњи у спречавању трговине дрогом са Парагвајем 2005. Колумбија је такође успоставила и дипломатске односе са Кубом и Народном Републиком Кином.
Дошло је ипак и до неколико дипломатских инцидената и криза са Венецуелом, као што су афера Родриго Гранда и учествовање колумбијских герилаца у покушају извођења државног удара у Венецуели 2004. године.
Урибеова администрација је заједно са Перуом потписала слободни трговински споразум са САД, а 2005. и са МЕРКОСУР-ом.

## Избори 2006
Урибеови политички савезници изменили су Устав, како би му омогућили да се кандидује и други пут. Уз помоћ овог амандмана Урибе је реизабран у други мандат, и постао је први председник коме је то успело после скоро једног века.
Током 2008. године. Урибеов рејтинг достигао је импресивних 81%. У јуну 2008. године после операције ослобађања Ингрид Бетанкур, рејтинг му је био читавих 91%.
После промене Устава 2006, Урибеови савезници покушали су да још једним амандманом омогуће Урибеу и трећи мандата после 2010, међутим Уставни суд је одбио ту могућност.